# Kontraband
Kontraband je obecně zboží, u kterého nebylo zaplaceno clo nebo daň nebo u něhož není povolena výroba, vlastnictví, vývoz nebo dovoz. V užším smyslu se tak označuje pašované zboží.
V mezinárodním právu je kontrabandem všechno zboží přepravované plavidly neutrálních států v době války, které může být válčícími stranami zabaveno, a tak znemožněno jeho doručení nepříteli. Tradičně se kontraband dělí do dvou kategorií, na absolutní kontraband a podmíněný kontraband. První kategorie zahrnuje zbraně, střelivo a různé materiály, jako jsou chemické látky a některé typy strojů, které mohou být přímo použity k vedení války nebo mohou být přeměněny v nástroje války. Druhá kategorie obsahuje například palivo, potraviny a krmivo pro dobytek. V praxi válčící strany ale tyto kategorie často nerozlišují.